# Між трьох колон
«Між трьох колон» — незалежний театр, заснований в Києві у 2016 році Ходаківським Дмитром. Вистави театру відображають буття кожного з нас: минуле, теперішнє та майбутнє. Після повномасштабного вторгнення театр став волонтерським.

## Історія
У 2022 році режисер театру Дмитро Ходаковський брав участь в обороні Києва у складі добровольчого батальйону «Свобода». Це дало поштовх для створення найпопулярнішої вистави театру "Згадайка", яка була зіграна більше 200 разів, та зібрала значні кошти для потреб Збройних сил України.

## Репертуар

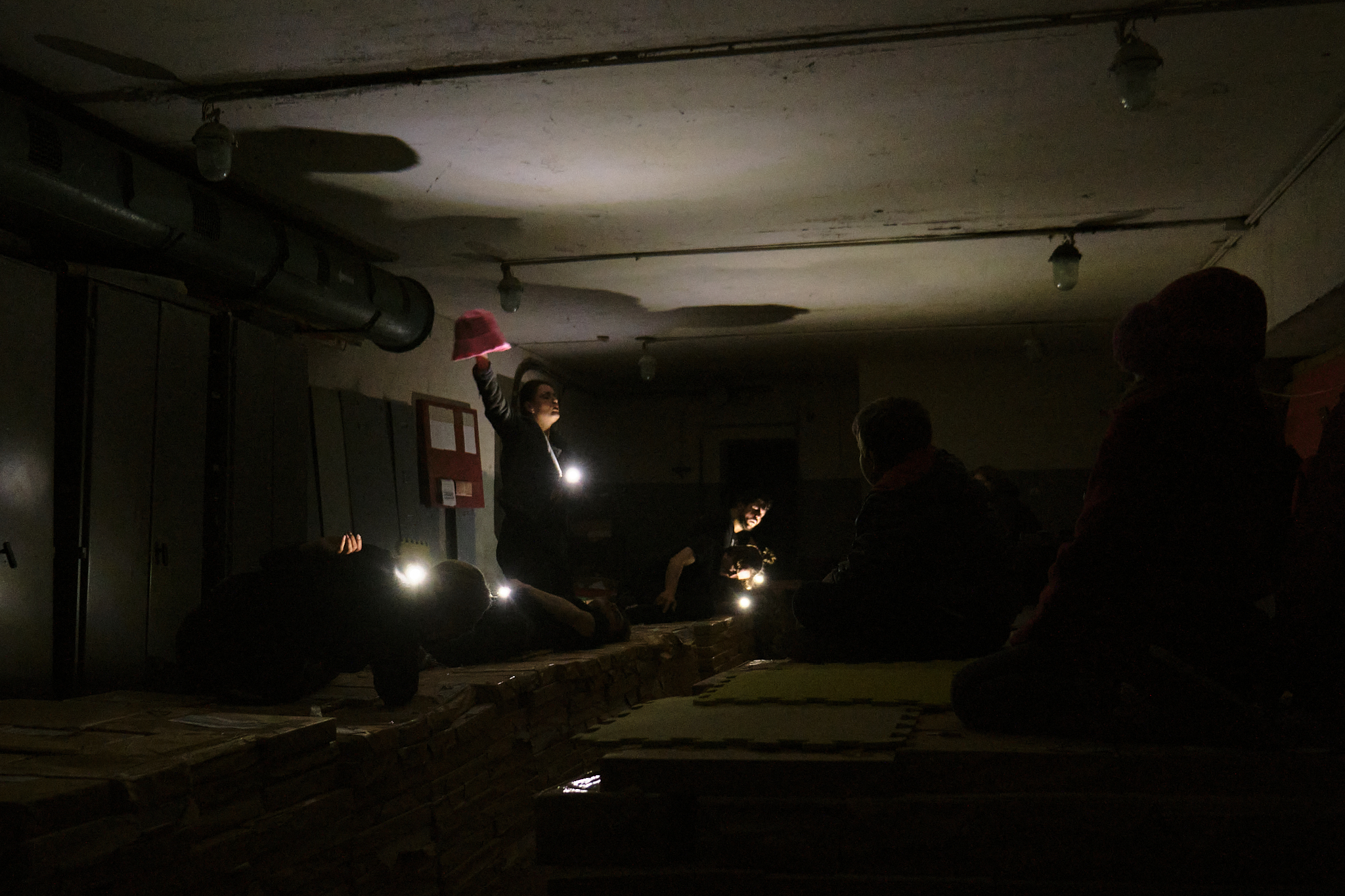
Сцена з вистави «Згадайка»

- «Бранденбурзькі ворота» за п'єсою «Остання зупинка» Еріха Марії Ремарка; реж. Дмитро Ходаківський
- «Голомоза співачка» за п'єсою Ежена Йонеско; реж. Дмитро Ходаківський
- «Вісім люблячих жінок» за п'єсою Робера Тома; реж. Дмитро Ходаківський
- «Гоголь. Майська ніч» за Миколою Гоголем; реж. Дмитро Ходаківський
- «Стільці» за п'єсою Ежена Йонеско; реж. Дмитро Ходаківський
- «Ми» за мотивами п’єси «За зачиненими дверима» Жана-Поля Сартра; реж. Дмитро Ходаківський
- «33 постріли» за 6 одноактовими п’єсами Антона Чехова; реж. Дмитро Ходаківський
- «Гей, хто небудь!» за п’єсою Вільяма Сарояна; реж. Дмитро Ходаківський
- «Урок» за однойменною п’єсою Ежена Йонеско; реж. Дмитро Ходаківський
- «Жертви кохання» за оповіданнями О. Генрі; реж. Дмитро Ходаківський
- «Медовий місяць» за однойменною п'єсою Габріеля Баріллі; реж. Дмитро Ходаківський
- «Смертельно хворі» Владлени Єловікової; реж. Владлена Єловікова
- «Згадайка» за віршами Дмитра Ходаківського, написаними на позиціях під час оборони Києва та Київської області; реж. Дмитро Ходаківський[1]
- «Іван – мужичий син, онук Котигорошка, правнук Микити Кожум'яки, або як пережити Зашквар» за сюжетом казки «Іван – мужичий син» та реалій українського народу; реж. Дмитро Ходаківський
- «Кравцов» за однойменною пʼєсою Олексія Коломійця; реж. Анна Юлюгіна
- "Погані хлопці" за однойменною пʼєсою Рея Куні; реж. Дмитро Ходаківський
- "НЕОнова вистава" за однойменною пʼєсою Дмитра Ходаківського; реж. Дмитро Ходаківський
- "Чорна ріка" за віршем Сергія Жадана; реж. Ксенія Сарган
- "Маклена Ґраса: дослідження вистави 1932 року" – документальна драма за п’єсою Миколи Куліша
- "Кримськотатарські казки. Про любов"; реж. Дмитро Ходаківський

## Нагороди та визнання
- 2023 — IX Театральний фестиваль «Комора» (м. Кам'янець-Подільськи) – вистава «Маклена Граса»:[джерело?]
  - II місце в категорії «Професіонали»
  - диплом в номінації «за творче дослідження»
  - краща жіноча роль першого плану – Еліна Сукач за роль Маклени Граси

## Публікації про театр в ЗМІ
- Ілля Рябінін–Шафранський, Орест Пона для 5 каналу "Про події 24 лютого і до сьогодні: актори створили виставу без світла "Згадайка".
- Наталя Плохотнюк "Згадайка" й "Синя Птиця" підтримують ЗСУ".
- Олександр Вакуленко "Портрети твоїх героїв".
- Олександр Вакуленко "Українські захисники вселяють впевненість у перемогу".
- Ольга Скороход "Підтримайте театр у війні, театр про війну, театр для воїнів: "Згадайка".
- Aliide Naylor "Theater In The Bomb Shelter: How The Arts Are Surviving Russia's Invasion Of Ukraine".